# 244
244 (CCXLIV) var ett skottår som började en måndag i den julianska kalendern.

## Händelser

### Februari
- 11 februari – Kejsar Gordianus III mördas av sin praetorianprefekt Filip Araben efter att Filip har bytt ut Timesitheus och sedan utropat sig själv till medkejsare.

### Okänt datum
- Filip Araben blir romersk kejsare.
- Rom förlorar Mesopotamien och Armenien till sasaniderna.
- Aurelianus besegrar frankerna vid Mainz.
- Filip Araben låter bygga staden Shahba i Syrien, hans födelseprovins.
- Plotinus grundar sin neoplatonistiska skola i Rom.

## Födda
- 22 december – Diocletianus, romersk kejsare 284–305 (född omkring detta datum)
- Alexander av Konstantinopel, patriark av Konstantinopel (möjligen född detta år)

## Avlidna
- 11 februari – Gordianus III, romersk kejsare sedan 238
- Helikonis av Thessalonike, martyr